# A donde
«A dónde» es una canción de la banda de synth pop alemana Cetu Javu lanzada en octubre de 1989.
En 1989, antes de la salida de su primer álbum «Southern Lands» ve la luz el sencillo «A dónde», que muchos piensan que es un lado B del sencillo «So strange» (Basic Mix), pero resulta ser todo lo contrario: dado el éxito en tierras estadounidenses del tema «So strange», éste sería luego editado como sencillo teniendo la versión extendida de «A dónde» como lado B. Este hecho originó que gracias a DJ's y emisoras de radio, que pinchaban el lado B del maxisencillo, lo que condujo a que «A dónde» llegara a convertirse en tema emblemático de principios de los 90. Solo había que escuchar el público cantar, cuando era pinchado en una discoteca.
Pero la canción en castellano fue sacada previamente al mercado como sencillo (en lado A), teniendo al mencionado tema en inglés en el otro lado.

## Datos
Todos los temas fueran compuestos por Chris Demere y Javier Revilla-Díez.
Los temas más exitosos y representativos fueron «A dónde» (Basic Mix, 1989) y «Have in Mind» (ZYX Records, 1988).
Cuando estaban ya preparando la grabación de lo que sería su primer álbum, Stefan Engelke abandona el proyecto siendo rápidamente reemplazado por Thorsten Kraass.
«A dónde» tuvo también un gran éxito en el resto de Europa e Iberoamérica, en especial en España, Chile, Argentina y Uruguay.

## Versiones de otros artistas
En 1996, el dúo mexicano Sentidos Opuestos incluyó una versión más bailable de está en su álbum Viviendo del futuro. Ese mismo 1996 la cantante española Sonia Madoc lanza un sencillo LP a ritmo del Hi-NRG. En 2016, el también conjunto mexicano de música electro-pop Mœnia lanzan el sencillo "Prohibido besar" junto a la vocalista María León de su última producción discográfica Fantom el cual contrajo fragmentos de este.

## Listas de canciones
7" sencillo (Alemania, 1989, ZYX Records)
1. «So strange» – 3:58
2. «A dónde» – 3:58

7" sencillo promocional para España (Blanco y Negro Music, 1990)
1. «A dónde» – 3:58
2. «So strange» – 3:58

12" sencillo (Alemania, 1989, ZYX Records)
1. «So strange» (versión extendida) – 6:03
2. «A dónde» (versión extendida) – 6:10
3. «Fight Without a Reason» – 2:47

12" sencillo (España, 1993, Modermusic EP.1003 M) 
1. «A dónde» (remezcla) – 5:30
2. «Una mujer» (original) – 4:38